# Arbanasi (Veliko Tarnovo)
Arbanasi (en búlgaro: Арбанаси, también transcrito como Arbanassi) es un pueblo del municipio de Veliko Tarnovo, provincia de Veliko Tarnovo, Bulgaria, situado en una meseta entre las grandes ciudades de Veliko Tarnovo (cuatro kilómetros de distancia) y Gorna Oriajovitsa. Es conocido por su rica historia y la gran cantidad de monumentos históricos, como las iglesias de los siglos XVII y XVIII y ejemplos de la arquitectura del renacimiento nacional búlgaro, que lo han convertido en un popular destino turístico.
El nombre del pueblo deriva de la palabra Arbanas que significa «albanés» en búlgaro medieval. Durante la era otomana, el término turco Arnavud que significa «albanés» también se usó como un nombre para el pueblo. Desde 2015, Arbanasi tiene una población de 349 habitantes. 